# Messerschmitt-Bölkow-Blohm
Messerschmitt-Bölkow-Blohm (MBB) — була німецькою компанією у аерокосмічній галузі яка була утворена злиттям кількох фірм наприкінці 1960-х. Серед найвідоміших продуктів був легкий спарений вертоліт MBB Bo 105. Компанію придбала DASA (Deutsche Aerospace AG) у 1989, тепер вона частина Airbus Group.

## Історія

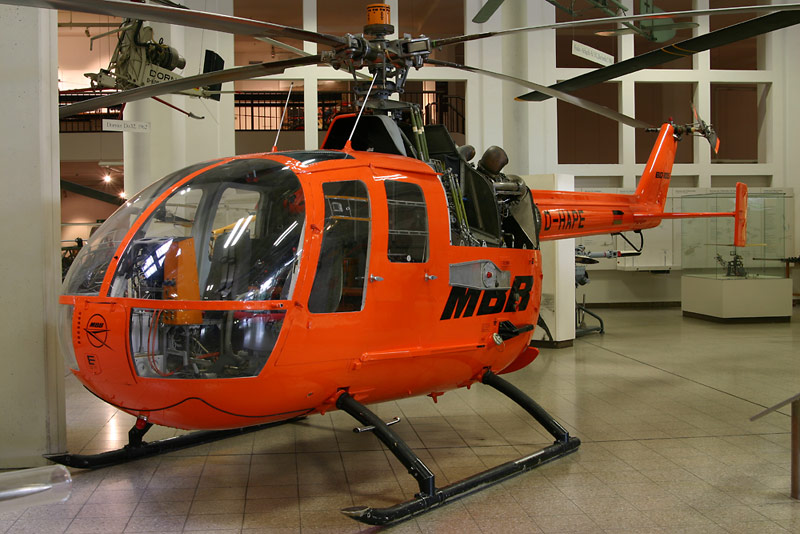
Четвертий прототип MBB Bo 105 у Німецькому музеї у Мюнхені

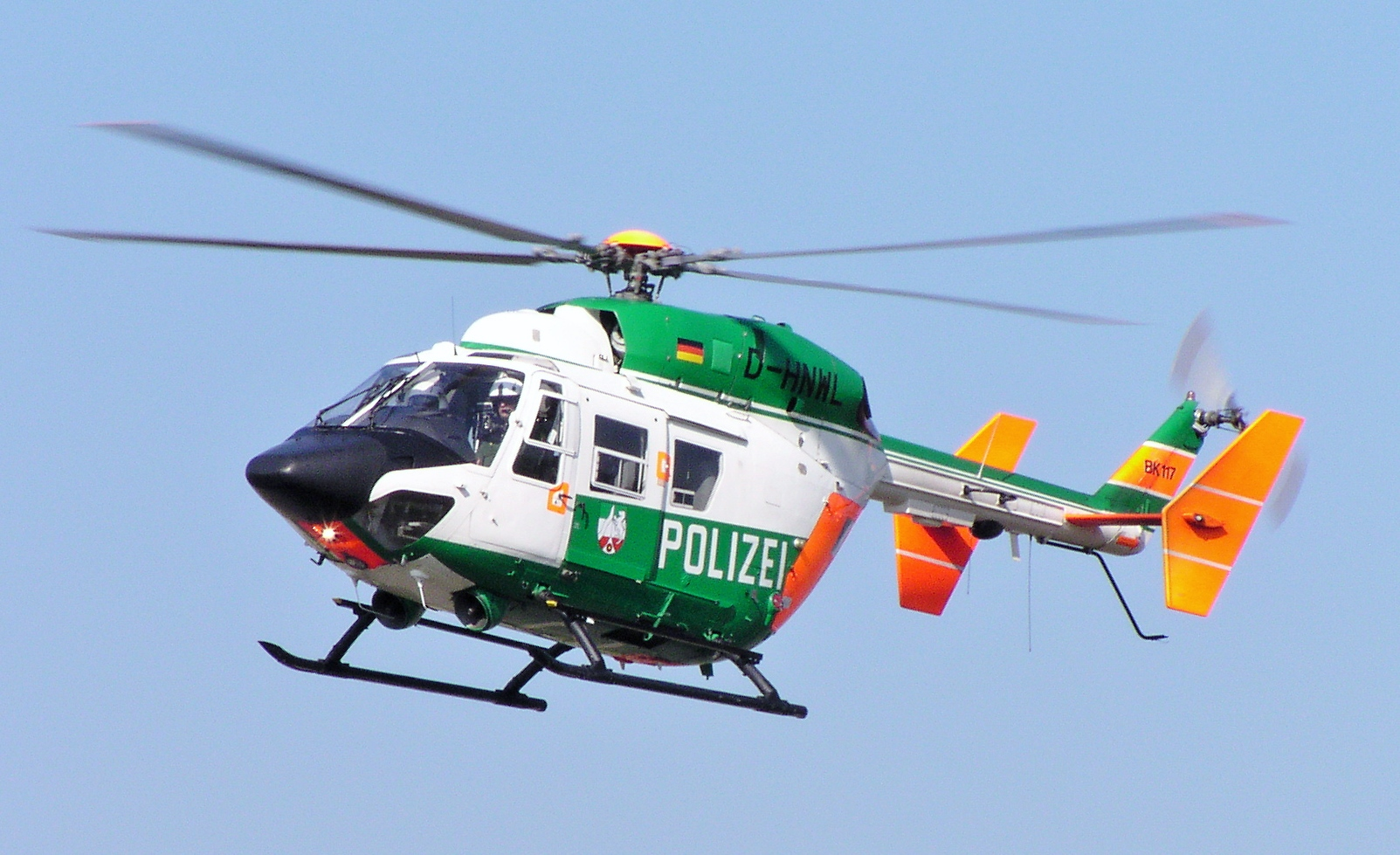
BK 117 B2 німецької поліції, у Дюссельдорфі, жовтень 2005

6 червня 1968, Messerschmitt AG об'єдналися з маленькою фірмою з цивільної інженерії і будування цивільних літаків Bölkow, ставши Messerschmitt-Bölkow. У наступному році у травні, компанія придбала Hamburger Flugzeugbau (HFB), авіаційний підрозділ Blohm + Voss. Тоді назву компанії було змінено на Messerschmitt-Bölkow-Blohm (MBB).
51 % акцій компанії MBB належали родині Блом, Віллі Мессершмітту і Людвігу Бьолькову. 22.07 % належали федеральній землі Гамбург, 17.05 % федеральній землі Баварія, 7.16 % — Thyssen AG, 7.16 % — Siemens AG, 7.13 % — Allianz Versicherungs-AG, 7.13 % — Robert Bosch GmbH і 6.15 % — Friedrich Krupp GmbH.
У 1981 MBB придбали Vereinigte Flugtechnische Werke (VFW), яка утворилася після розділення Focke-Wulf, Focke-Achgelis і Weserflug. Наступного року MBB придбали компанію Entwicklungsring Nord (ERNO) і стали MBB-ERNO.
У 1989 MBB перейшли у власність «Deutsche Aerospace AG» (DASA), яка була перейменована на «Daimler-Benz Aerospace» у 1995. Зі злиттям у 1998 Daimler Benz і Chrysler Corporation, аерокосмічний підрозділ було перейменовано на DaimlerChrysler Aerospace AG 7 листопада 1998. Європейська консолідація оборони призвела до злиття DASA з Aerospatiale-Matra Франція і Construcciones Aeronáuticas SA (CASA) Іспанія у European Aeronautic Defence and Space Company (EADS) у 2000. Колишня компанія DaimlerChrysler Aerospace зараз працює під назвою «EADS Germany».

## Дочірні компанії
- MBB-Liftsystems AG, яка виробляє підйомні системи для вантажних автомобілів і мікроавтобусів
- MBB-Sondertechnik, (зараз FHS Förder– und Hebesysteme GmbH) розробляла вітряні гвинти у 1980-х і 1990-х роках, і підйомні системи для використання у військових цілях.
- MBB Gelma GmbH, виробляла хронометражні блоки і блоки управління машиною (нині належить DORMA KG)
- MBB Group AG

## Літальні апарати

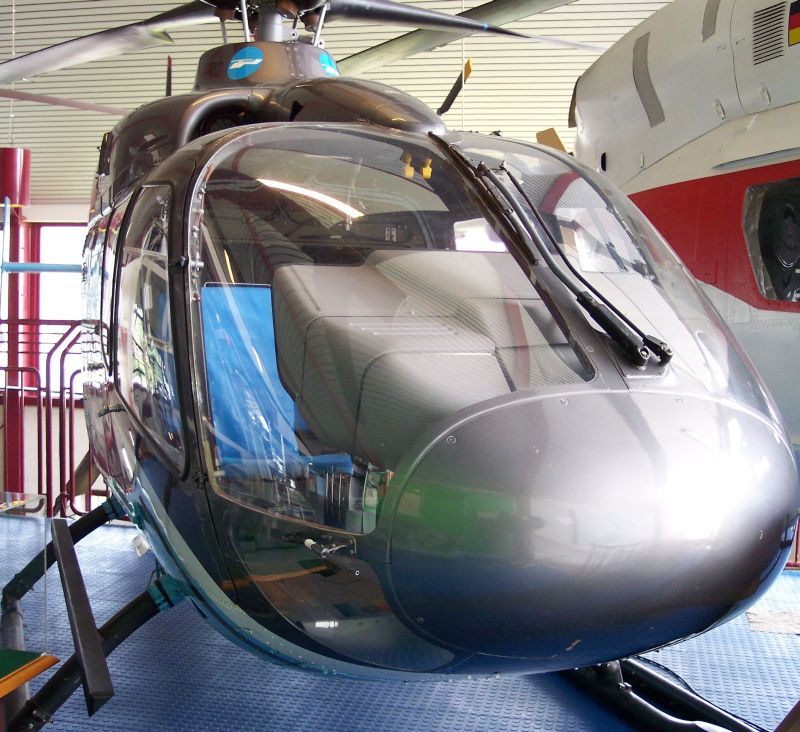
MBB Bo 108, пізніше відомий як Eurocopter EC 135

- MBB Lampyridae
- MBB Bo 102
- MBB Bo 103
- MBB Bo 105
- MBB Bo 106
- MBB Bo 108 — став Eurocopter EC 135
- MBB Bo 115
- MBB Bo 209
- MBB/Kawasaki BK 117
- MBB 223 Flamingo
- MBB/Hamburger Flugzeugbau HFB-320 Hansa Jet
- MBB F-104G/CCV (Програма CCV)

### Партнерські відносини

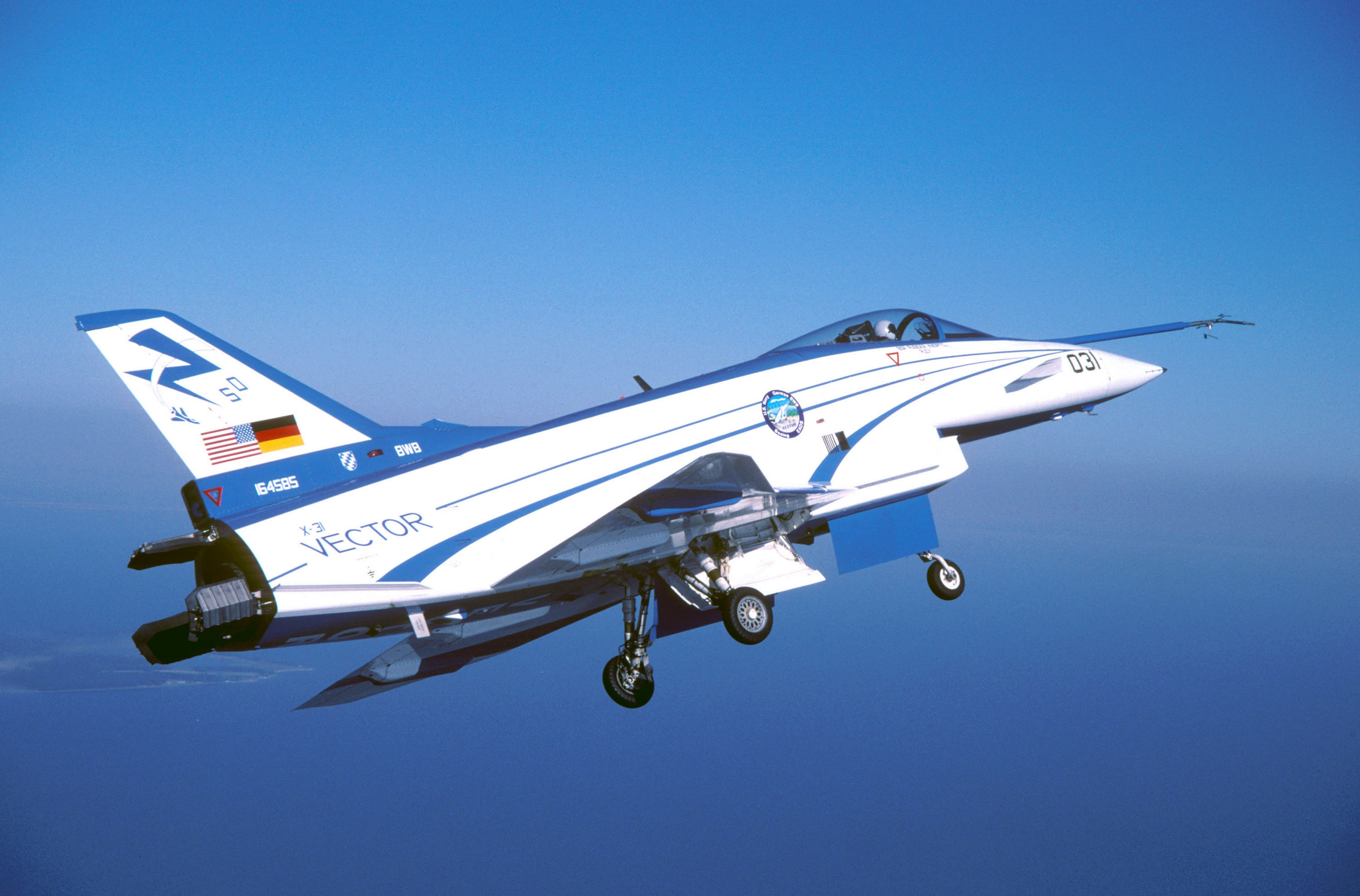
Rockwell-MBB X-31, один з двох демонстраційних літаків програми X-31 Enhanced Fighter Maneuverability

- Airbus A300
- Airbus A310
- Airbus A320 family
- Eurofighter Typhoon
- Panavia Tornado
- Rockwell-MBB X-31
- Transall C-160
- MPC 75

## Ракети
- AS.34 Kormoran
- Cobra (ракета)

### Співпраця
- HOT (ПТРК)
- MILAN
- Roland (ракета)

## Космічне обладання
- Helios (космічний апарат)
- Symphonie

### Пілотовані космічні апарати
- Spacelab